# Nemčija
Zvezna republika Nemčija (nemško Bundesrepublik Deutschland) je ena od vodilnih svetovnih industrijskih držav, umeščena na sredo Evrope. Na severu meji na Severno morje, Dansko in Baltsko morje, na vzhodu na Poljsko in Češko, na jugu na Avstrijo in Švico, ter na zahodu na Francijo, Luksemburg, Belgijo in Nizozemsko. Skupna kopenska meja s sosednjimi državami meri 3621 km. Nemčija je ena izmed ustanovnih članic Evropske unije.

## Zgodovina
Na Nemškem ozemlju smo poznali najprej veliko malih mestnih držav ter Prusijo. Vendar se je leta 1848 začel boj za združitev Nemčije, saj to pomeni boljše gospodarske razmere. Ustanovili so Frankfurtski parlament, kjer so sprejeli idejo o združitvi Nemčije pod vodstvom pruskega kralja, ki pa je nemško krono zavrnil, saj se je bal, da bo z meščansko urejeno Nemčijo izgubil oblast. Tako je bilo za približno 20 let to združevanje prestavljeno. Leta 1862 pa so se upi nemških meščanov uresničili. Pruski kralj Viljem I. je začel združevati Nemčijo pod svojim vodstvom, saj je ugotovil, da bo več delavcev v državi prineslo izboljšanje industrijskih razmer, to pa več denarja. Tako je nastala Nemčija, ki je obstajala do prve svetovne vojne.
Nemčija, kakršno poznamo danes, je nastala oktobra leta 1990 s pridružitvijo dežel Nemške demokratične republike Zvezni republiki Nemčiji. Čeprav se za dogodek pogosto uporablja izraz združitev, je dejansko šlo za priključitev, saj ni nastala nova država. 
S tem se je po 45 letih uredilo tako imenovano nemško vprašanje, začeto s popolno kapitulacijo Nemčije v 2. svetovni vojni. Po vojni so njen teritorij zasedle sovjetske, britanske, ameriške in francoske sile:
- Zvezno republiko Nemčijo (proglašeno leta 1949, pogovorno imenovano tudi Zahodna Nemčija) so zasedle britanske, ameriške in francoske zasedbe. Tu je bilo glavno mesto Bonn.
- Nemško demokratično republiko (proglašeno leta 1949, znano kot Vzhodna Nemčija) pa so socialistično uredile sovjetske zasedbe. Tu pa je bilo glavno mesto Berlin, ki pa je bil razdeljen na večji Vzhodni Berlin in na manjši Zahodni Berlin, ki je bil de facto eksklava Zahodne Nemčije na ozemlju Vzhodne. V času velike politične napetosti so z vzhodne strani leta 1961 zgradili Berlinski zid, ki so ga porušili leta 1989 in tako neposredno začeli proces združevanja obeh delov Nemčije, katere nova prestolnica je Berlin.

Več kot 40-letni razvoj je ZRN v okviru kapitalističnega tržnega gospodarstva prinesel velik gospodarski napredek, medtem, ko je NDR zelo zaostajala, čeprav je bila v socialističnem bloku najbolj razvita. Velike razvojne razlike med bivšima deloma Nemčije si prizadevajo čim prej ublažiti z vlaganji v obnovo zastarele in okolju škodljive industrije v bivši NDR, z novo organizacijo njenega kmetijstva, z gradnjo prometne infrastrukture, še zlasti tistih, ki jo povezujejo z zahodnimi deželami, z gradnjo infrastruktur, s preobrazbo izobraževalnega sistema itd.

## Znameniti spomeniki
Med najbolj znanimi spomeniki sta zagotovo Berlinski zid in Brandenburška vrata. 
Berlinski zid je bil dolg preko 150 km in je nekoč delil vzhodni in zahodni Berlin. Padel je 9. novembra 1989 po več kot 28 letih. Padec Berlinskega zidu je postal viden in pomemben dogodek v svetovni zgodovini. 
Brandenburška vrata stojijo v neposredni bližini nekdanje meje med Vzhodno in Zahodno Nemčijo. Po njuni združitvi so postala simbol združene Nemčije. Postavili so jih leta 1791 v Berlinu. Visoka so 19 metrov.

## Politika in uprava
Po politični ureditvi je Nemčija zvezna parlamentarna republika, državno ureditev opredeljuje ustava (Grundgesetz), ki je bila sprejeta leta 1949 in je z manjšimi spremembami ostala v veljavi tudi po združitvi Vzhodne ter Zahodne Nemčije leta 1990. Zakonodajno oblast imata parlament (Bundestag) in predstavniški svet nemških zveznih dežel (Bundesrat).

### Upravna delitev
Zvezna republika Nemčija je upravno razdeljena na 16 zveznih dežel:
| 1. Baden-Württemberg 2. Bavarska (Bayern) 3. Berlin 4. Brandenburg 5. Bremen 6. Hamburg 7. Hessen 8. Mecklenburg - Predpomorjanska (Mecklenburg-Vorpommern) 9. Spodnja Saška (Niedersachsen) 10. Severno Porenje - Vestfalija (Nordrhein-Westfalen) 11. Porenje - Pfalška (Rheinland-Pfalz) 12. Posarje (Saarland) 13. Saška (Sachsen) 14. Saška - Anhalt (Sachsen-Anhalt) 15. Schleswig-Holstein 16. Turingija (Thüringen) | Spodnja Saška Bremen Hamburg Mecklenburg - Predpomorjanska Saška - Anhalt Saška Brandenburg Berlin Turingija Hessen Severno Porenje - Vestfalija Porenje - Pfalška Bavarska Baden-Württemberg Posarje Schleswig-Holstein |

## Največja mesta Nemčije
| Največja mesta države Nemčija Statistični uradi v Nemčiji (31. december 2018) | Največja mesta države Nemčija Statistični uradi v Nemčiji (31. december 2018) | Največja mesta države Nemčija Statistični uradi v Nemčiji (31. december 2018) | Največja mesta države Nemčija Statistični uradi v Nemčiji (31. december 2018) | Največja mesta države Nemčija Statistični uradi v Nemčiji (31. december 2018) | Največja mesta države Nemčija Statistični uradi v Nemčiji (31. december 2018) | Največja mesta države Nemčija Statistični uradi v Nemčiji (31. december 2018) | Največja mesta države Nemčija Statistični uradi v Nemčiji (31. december 2018) | Največja mesta države Nemčija Statistični uradi v Nemčiji (31. december 2018) | Največja mesta države Nemčija Statistični uradi v Nemčiji (31. december 2018) |
|                                                                               | Rang                                                                          |                                                                               | Nemška zvezna dežela                                                          | Preb.                                                                         | Rang                                                                          |                                                                               | Nemška zvezna dežela                                                          | Preb.                                                                         |                                                                               |
| ----------------------------------------------------------------------------- | ----------------------------------------------------------------------------- | ----------------------------------------------------------------------------- | ----------------------------------------------------------------------------- | ----------------------------------------------------------------------------- | ----------------------------------------------------------------------------- | ----------------------------------------------------------------------------- | ----------------------------------------------------------------------------- | ----------------------------------------------------------------------------- | ----------------------------------------------------------------------------- |
| Berlin Hamburg                                                                | 1                                                                             | Berlin                                                                        | Berlin                                                                        | 3.644.826                                                                     | 11                                                                            | Bremen                                                                        | Bremen                                                                        | 569.352                                                                       | München Köln                                                                  |
| Berlin Hamburg                                                                | 2                                                                             | Hamburg                                                                       | Hamburg                                                                       | 1.841.179                                                                     | 12                                                                            | Dresden                                                                       | Saška                                                                         | 554.649                                                                       | München Köln                                                                  |
| Berlin Hamburg                                                                | 3                                                                             | München                                                                       | Bavarska                                                                      | 1.471.508                                                                     | 13                                                                            | Hannover                                                                      | Spodnja Saška                                                                 | 538.068                                                                       | München Köln                                                                  |
| Berlin Hamburg                                                                | 4                                                                             | Köln                                                                          | Severno Porenje - Vestfalija                                                  | 1.085.664                                                                     | 14                                                                            | Nürnberg                                                                      | Bavarska                                                                      | 518.365                                                                       | München Köln                                                                  |
| Berlin Hamburg                                                                | 5                                                                             | Frankfurt                                                                     | Hessen                                                                        | 753.056                                                                       | 15                                                                            | Duisburg                                                                      | Severno Porenje - Vestfalija                                                  | 498.590                                                                       | München Köln                                                                  |
| Berlin Hamburg                                                                | 6                                                                             | Stuttgart                                                                     | Baden-Württemberg                                                             | 634.830                                                                       | 16                                                                            | Bochum                                                                        | Severno Porenje - Vestfalija                                                  | 364.628                                                                       | München Köln                                                                  |
| Berlin Hamburg                                                                | 7                                                                             | Düsseldorf                                                                    | Severno Porenje - Vestfalija                                                  | 619.294                                                                       | 17                                                                            | Wuppertal                                                                     | Severno Porenje - Vestfalija                                                  | 354.382                                                                       | München Köln                                                                  |
| Berlin Hamburg                                                                | 8                                                                             | Leipzig                                                                       | Saška                                                                         | 587.857                                                                       | 18                                                                            | Bielefeld                                                                     | Severno Porenje - Vestfalija                                                  | 333.786                                                                       | München Köln                                                                  |
| Berlin Hamburg                                                                | 9                                                                             | Dortmund                                                                      | Severno Porenje - Vestfalija                                                  | 587.010                                                                       | 19                                                                            | Bonn                                                                          | Severno Porenje - Vestfalija                                                  | 327.258                                                                       | München Köln                                                                  |
| Berlin Hamburg                                                                | 10                                                                            | Essen                                                                         | Severno Porenje - Vestfalija                                                  | 583.109                                                                       | 20                                                                            | Münster                                                                       | Severno Porenje - Vestfalija                                                  | 314.319                                                                       | München Köln                                                                  |